# Esküdt ellenségek: Az utolsó szó jogán
Az Esküdt ellenségek: Az utolsó szó jogán (eredeti cím: Law & Order: Trial by Jury) 2005-ben bemutatott amerikai televíziós sorozat, az Esküdt ellenségek spin-offja. A sorozat alkotója Dick Wolf, a történet pedig a bűncselekmények bírósági tárgyalására és az arra való felkészülésre fókuszál. A főszereplők közt megtalálható Bebe Neuwirth, Amy Carlson, Kirk Acevedo, Fred Dalton Thompson és Jerry Orbach.
A sorozatot az Amerikai Egyesült Államokban az NBC kezdte adni 2005. március 3-án, de végül a Court TV adta le az utolsó részt, Magyarországon a TV2 mutatta be 2007. szeptember 17-én.

## Cselekmény
A történet a többi Esküdt ellenségek sorozattal ellentétben szinte egyáltalán nem a bűncselekménnyel és a bűnös elkapásával, hanem a bírósági procedúrával foglalkozik. A sorozat bemutatja többek közt az esküdtszék összeállítását, tanácskozását, valamint a vád és a védelem felkészülését. A cselekmény középpontjában Tracey Kibre, a manhattani kerületi ügyészség gyilkossági osztályának vezetője és csapata áll.

## Szereplők
| Szereplő       | Színész              | Magyar hang          |
| -------------- | -------------------- | -------------------- |
| Tracey Kibre   | Bebe Neuwirth        | Fehér Anna           |
| Kelly Gaffney  | Amy Carlson          | Urbán Andrea         |
| Hector Salazar | Kirk Acevedo         | Holl Nándor          |
| Chris Ravell   | Scott Cohen          | Csík Csaba Krisztián |
| Arthur Branch  | Fred Dalton Thompson | Orosz István         |
| Lennie Briscoe | Jerry Orbach         | Szokolay Ottó        |

## Epizódok
| Sor. | Év. | Cím                                            | Rendező            | Író                                                                | Premier                                        | Nézettség    |
| ---- | --- | ---------------------------------------------- | ------------------ | ------------------------------------------------------------------ | ---------------------------------------------- | ------------ |
| 1.   | 1.  | A kút titka (The Abominable Showman)           | Jean de Segonzac   | Dick Wolf                                                          | 2005. március 3. 2007. szeptember 17.          | 17,29 millió |
| 2.   | 2.  | Negyven plusz egy lövés (41 Shots)             | Caleb Deschanel    | Walon Green                                                        | 2005. március 4. 2007. szeptember 24.          | 14,52 millió |
| 3.   | 3.  | Önbíráskodás (Vigilante)                       | Dwight H. Little   | David Wilcox                                                       | 2005. március 11. 2007. október 1.             | 10,69 millió |
| 4.   | 4.  | Összeesküvés (Truth or Consequences)           | Constantine Makris | Történet: David Wilcox és Walon Green Tévéjáték: David Wilcox      | 2005. március 18. 2007. október 8.             | 11,54 millió |
| 5.   | 5.  | Visszaeső bűnöző (Baby Boom)                   | Michael Pressman   | Történet: Pamela J. Wechsler Tévéjáték:                            | 2005. március 25. 2007. október 15.            | 11,07 millió |
| 6.   | 6.  | A szatír (Pattern of Conduct)                  | Constantine Makris | Történet: Pamela J. Wechsler Tévéjáték:                            | 2005. április 1. 2007. október 22.             | 10,58 millió |
| 7.   | 7.  | Ámokfutás (Bang & Blame)                       | Caleb Deschanel    | Chris Levinson                                                     | 2005. április 8. 2007. október 29.             | 11,38 millió |
| 8.   | 8.  | Kulcskérdés (Skeleton)                         | David Platt        | David Wilcox                                                       | 2005. április 15. 2007. november 5.            | 13,19 millió |
| 9.   | 9.  | Újratárgyalás (The Line)                       | Richard Pearce     | Tony Phelan & Joan Rater                                           | 2005. április 22. 2007. november 12.           | 10,08 millió |
| 10.  | 10. | Bajtársiasság (Blue Wall)                      | Joe Ann Fogle      | Rick Eid                                                           | 2005. április 29. 2007. november 19.           | 9,59 millió  |
| 11.  | 11. | A pénz nem boldogít (Day)                      | Caleb Deschanel    | Történet: Chris Levinson és Amanda Green Tévéjáték: Chris Levinson | 2005. május 3. 2007. november 26.              | 18,70 millió |
| 12.  | 12. | Ha férfi vagy, légy férfi! (Boys Will Be Boys) | Aaron Lipstadt     | Rick Eid                                                           | 2005. május 6. 2007. december 3.               | 9,82 millió  |
| 13.  | 13. | Gyilkos szerelem (Eros in the Upper Eighties)  | Joe Ann Fogle      | Chris Levinson                                                     | 2006. január 21. (Court Tv) 2007. december 10. | 7,58 millió  |